# Il teatro canzone
Il teatro canzone è un album di Giorgio Gaber pubblicato nel 1992. Raccoglie le canzoni dell'omonimo spettacolo scritto da Gaber e Sandro Luporini, registrate al teatro Carcano di Milano nel gennaio 1992.

## Tracce
Disco 1
1. Bambini G.
2. Far finta di essere sani
3. Gli inutili
4. L'odore
5. L'illogica allegria
6. È sabato
7. La paura
8. Le elezioni
9. L'elastico
10. Il suicidio
11. I soli
12. La nave

Disco 2
1. Le mani
2. O mamma
3. Il comportamento
4. Gildo
5. Dopo l'amore
6. Lo shampoo
7. Il dilemma
8. Qualcuno era comunista
9. Si può
10. C'è solo la strada